# Nicolas de Fer
Nicolas de Fer (Pariz, 1646. − Pariz, 15. listopada 1720.), francuski kartograf, graver i zemljopisac koji je djelovao u Parizu koncem 17. odnosno početkom 18. stoljeća.

## Životopis
Rođen je u Parizu kao sin Antoinea de Fera, izdavača koji se bavio tiskanjem zemljovida. Sa samo 12 godina počeo se baviti graviranjem i preuzeo je očev posao nakon njegove smrti 1673. godine. Specijalizirao se za izradu tad najsuvremenijih prikaza zemalja, gradova i fortifikacija, a između 1695. i 1709. godine objavio je četiri velika atlasa. Krajem života služio je i kao kraljevski zemljopisac na dvoru Luja XIV. Nakon de Ferove smrti obiteljski posao nastavila su njegova dva zeta, G. Danet i J.-F. Besnard.

## Opus
- Les Côtes de France (1690.)
- La France triomphante sous le règne de Louis le Grand (1693.)
- Atlas Royal (1695.)
- Petit et Nouveau Atlas (1697.)
- Atlas curieux (1700.)
- Atlas ou recueil de cartes géographiques dressées sur les nouvelles observations (1709.)

## Poveznice
- Povijest kartografije

## Vanjske poveznice
- (engl.) Vintage Maps: Nicolas de Fer

Ostali projekti
|  | Zajednički poslužitelj ima stranicu o temi Nicolas de Fer    |
|  | Zajednički poslužitelj ima još gradiva o temi Nicolas de Fer |